# Diomedes
Diomedes (/ˌdaɪəˈmiːdiːz/  hoặc /ˌdaɪˈɒmɪdiːz/) hoặc Diomede (/ˈdaɪəmiːd/; tiếng Hy Lạp cổ: Διομήδης, n.đ. 'Diomēdēs') là một anh hùng trong thần thoại Hy Lạp, được biết đến khi tham gia Cuộc chiến thành Troia.

Diomedes được sinh ra ở Tydeus và Deipyle và sau đó trở thành vua của Argos, kế vị ông ngoại của bà, Adrastus. Trong Iliad của Homer Diomedes cùng với Ajax Lớn và Agamemnon được đánh giá là một trong những chiến binh tốt nhất trong tất cả các dũng sĩ Achaeans về sức mạnh, chỉ sau Achilles (được đặc biệt thể hiện rõ trong Sách 7 của Iliad khi Ajax Greater, Diomedes, và Agamemnon là người Achaeans mong muốn nhất để chiến đấu với Hector trong số chín người tình nguyện, bao gồm Odysseus và Ajax the Lesser). Sau đó, ông thành lập mười thành phố Ý hoặc hơn nữa. Sau khi chết, Diomedes được tôn thờ như một vị thần dưới nhiều tên khác nhau ở Ý cũng như Hy Lạp.

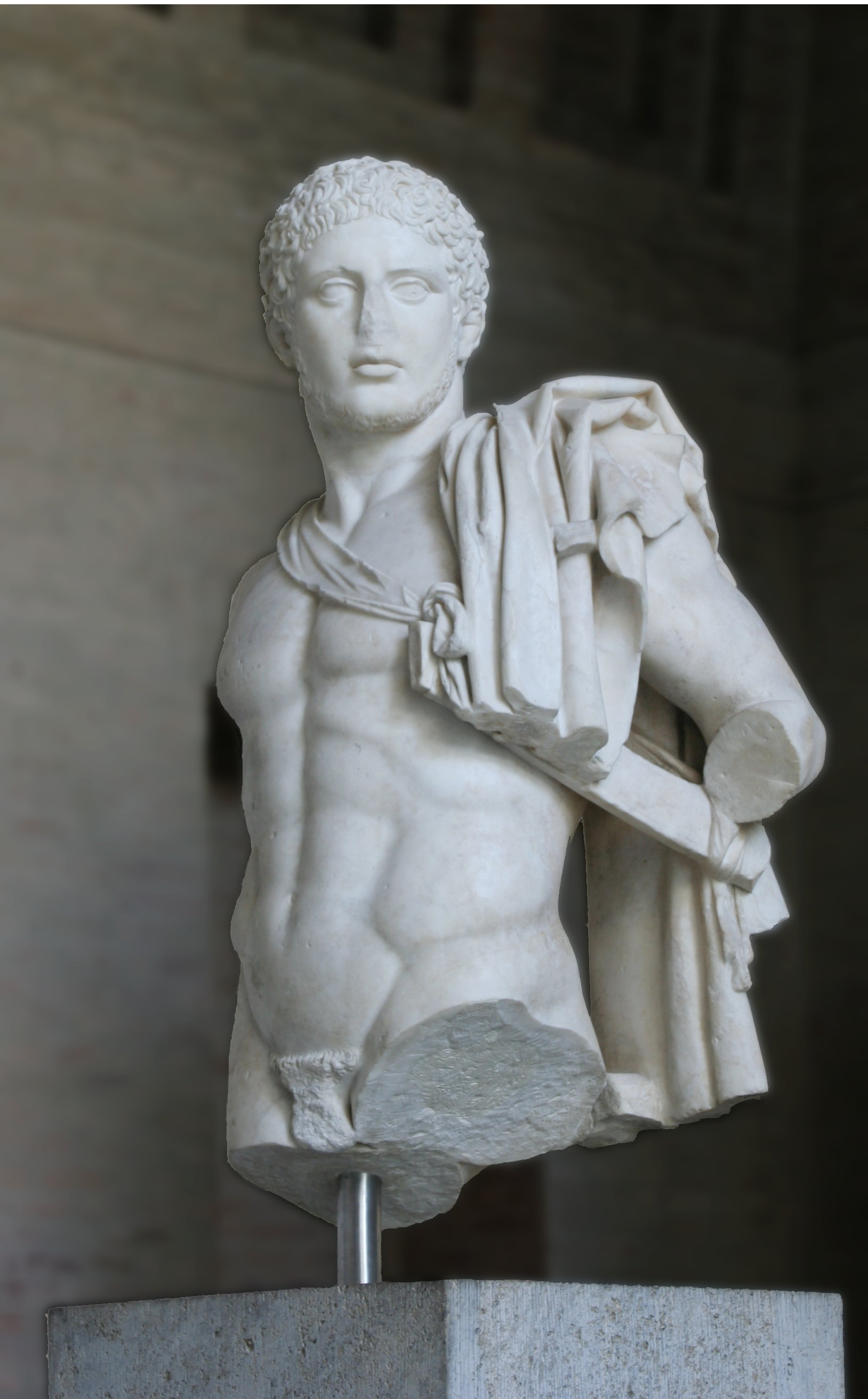
Diomedes, Vua của Argos - Bản sao La Mã của một bức tượng của Kresilas từ k. 430 TCN. Glyptothek, Munich.
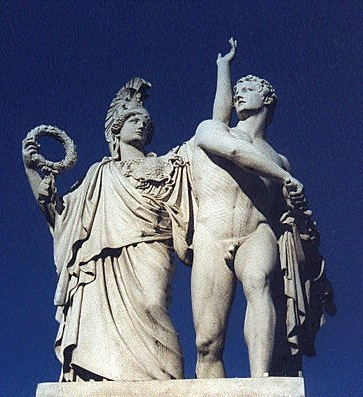
Athena tư vấn cho Diomedes ngay trước khi bước vào trận chiến. Schlobrücke, Berlin.